# Zoo Leipzig
Zoo Leipzig is een dierentuin in de Duitse stad Leipzig. De dierentuin werd opgericht op 9 juni 1878 door Ernst Pinkert en Zoo Leipzig is daarmee een van de oudere dierentuinen van de wereld. De dierentuin is 26,0 hectare groot en telt meer dan 850 soorten (inclusief aquarium).

## Dieren in Zoo Leipzig
Tegenwoordig herbergt de zoo een aantal dieren die weinig in dierentuinen getoond worden. Voorbeelden zijn de gevlekte buidelmarter, het Chinees schubdier, de okapi, de koala en de laaglandanoa. 
De dierentuin werkt actief mee aan fokprogramma's en er werden tot nu toe wilde katten, przewalskipaarden, ooievaars, oehoes, steenuilen en algazellen uitgezet. Anno 2024 coördineert Zoo Leipzig het Europese fokprogramma voor de gevlekte buidelmarter, de uilenkopmeerkat, de manenwolf, de fretkat, het Siberisch muskushert, de rode duiker, de breedvoorhoofdkrokodil en Osteolaemus osborni.

## Zoo der Zukunft
De Zoo der Zukunft is het nieuwste project van de zoo. Van 2000 tot 2020 zal de dierentuin geheel worden veranderd. 
- 2001: Pongoland, een groot mensapencomplex met chimpansees, westelijke laaglandgorilla's, bonobo's en Sumatraanse orang-oetans.
- 2001: Makasi Simba, een verblijf voor Angolese leeuwen. Verder kwam er een verblijf voor stokstaartjes.
- 2002: Lippenbärenschlucht, een verblijf voor lippenberen en resusapen.
- 2003: Tiger-Taiga, een verblijf voor Siberische tijgers.
- 2004: Kiwara-Savanne, een Afrikaanse savanne met onder andere de rothschildgiraffen, grévyzebra's, thomsongazelles en struisvogels. Ook is er een verblijf voor gevlekte hyena's.
- 2006: Ganesha Mandir, een nieuw verblijf voor de Aziatische olifanten.
- 2011: Gondwanaland, een overdekte tropische hal met als thema de flora en fauna van tropisch Afrika, Zuid-Amerika en Azië. De naam is een verwijzing naar het vroegere supercontinent Gondwana.
- 2014: Leoparden-Tal, een verblijf voor amoerpanters.
- 2015: Kiwara-Kopje, een uitbreiding van de Kiwara-Savanne met zwarte neushoorns, jachtluipaarden en huzaarapen.
- 2017: Himalaya, bergachtige verblijven voor sneeuwpanters, kleine panda's en kuifherten.
- 2018: Panatal, Pampa und Patagonien, een gebied met diersoorten uit zuidelijk Zuid-Amerika, waaronder grote miereneters, guanaco's, chacopekari's en mara's.

Verdere uitwerking van een Vuurland-parkdeel een Aziatisch eilandengebied staan nog op de planning.

## Afbeeldingen

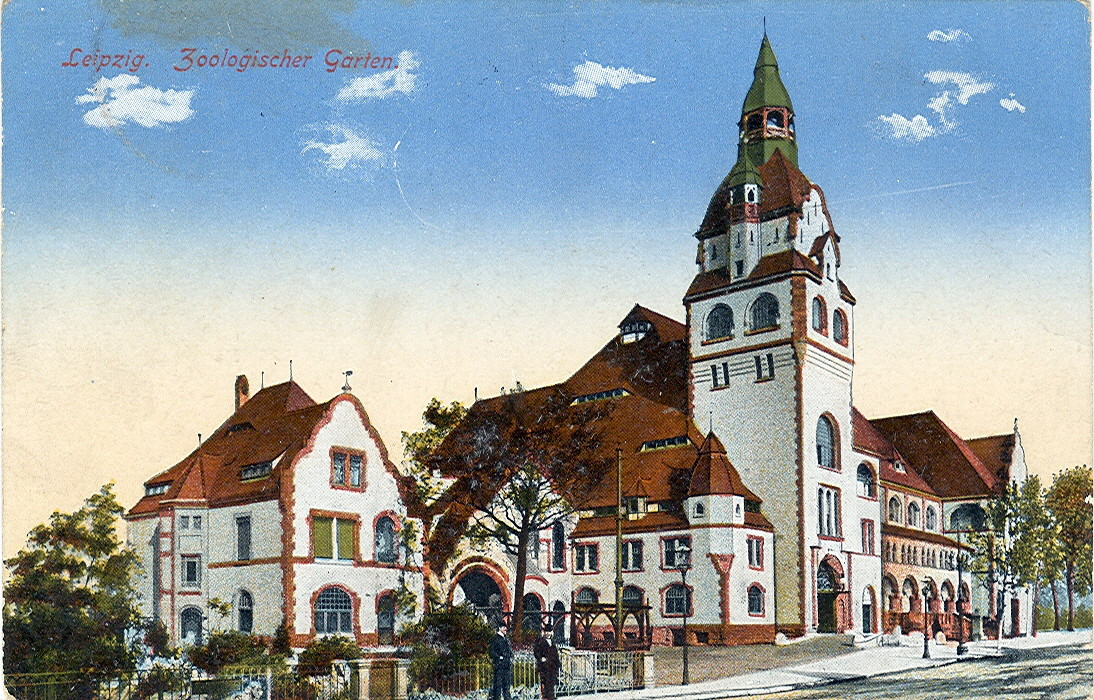
Postkaart uit circa 1916
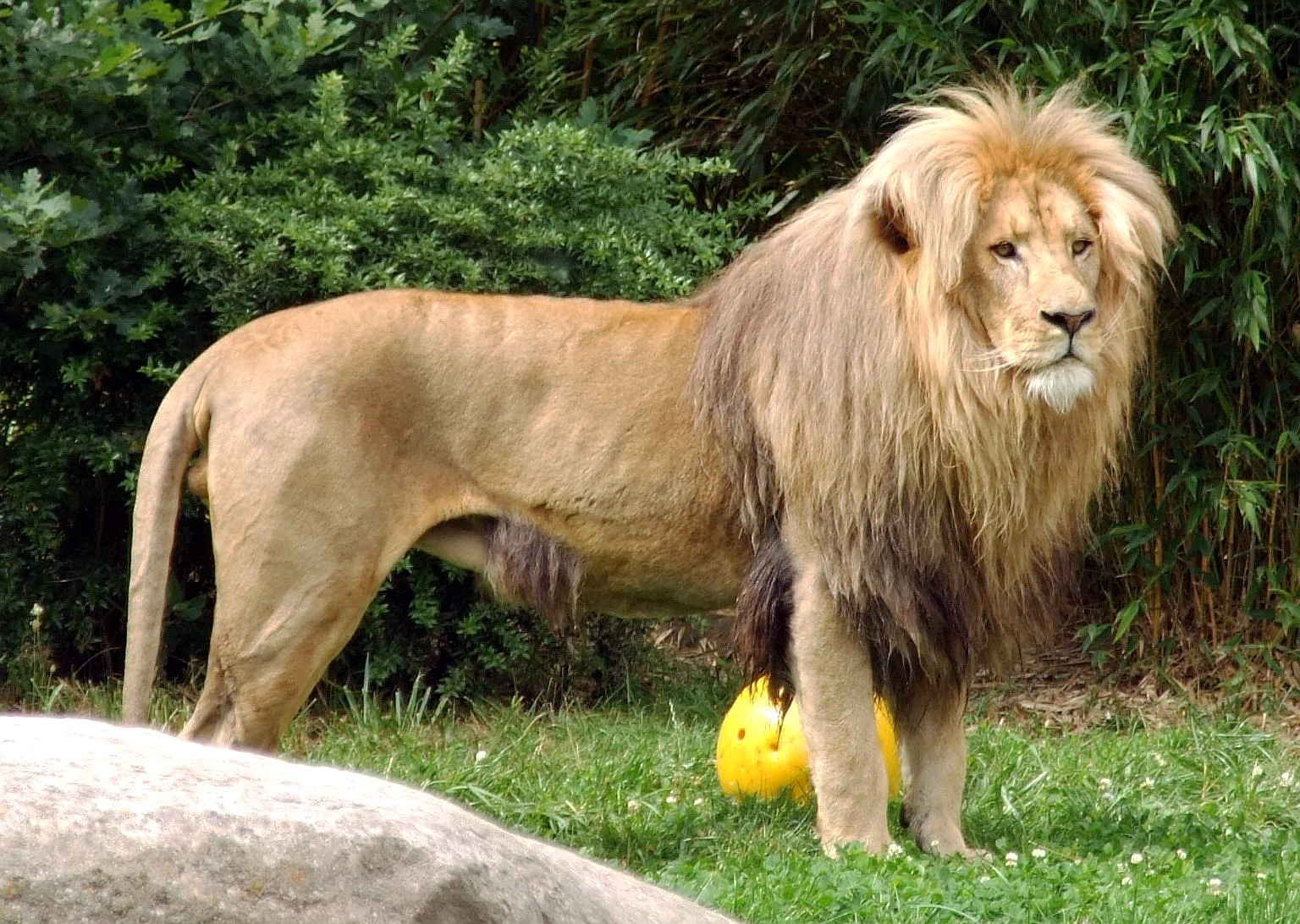
Angolese leeuw
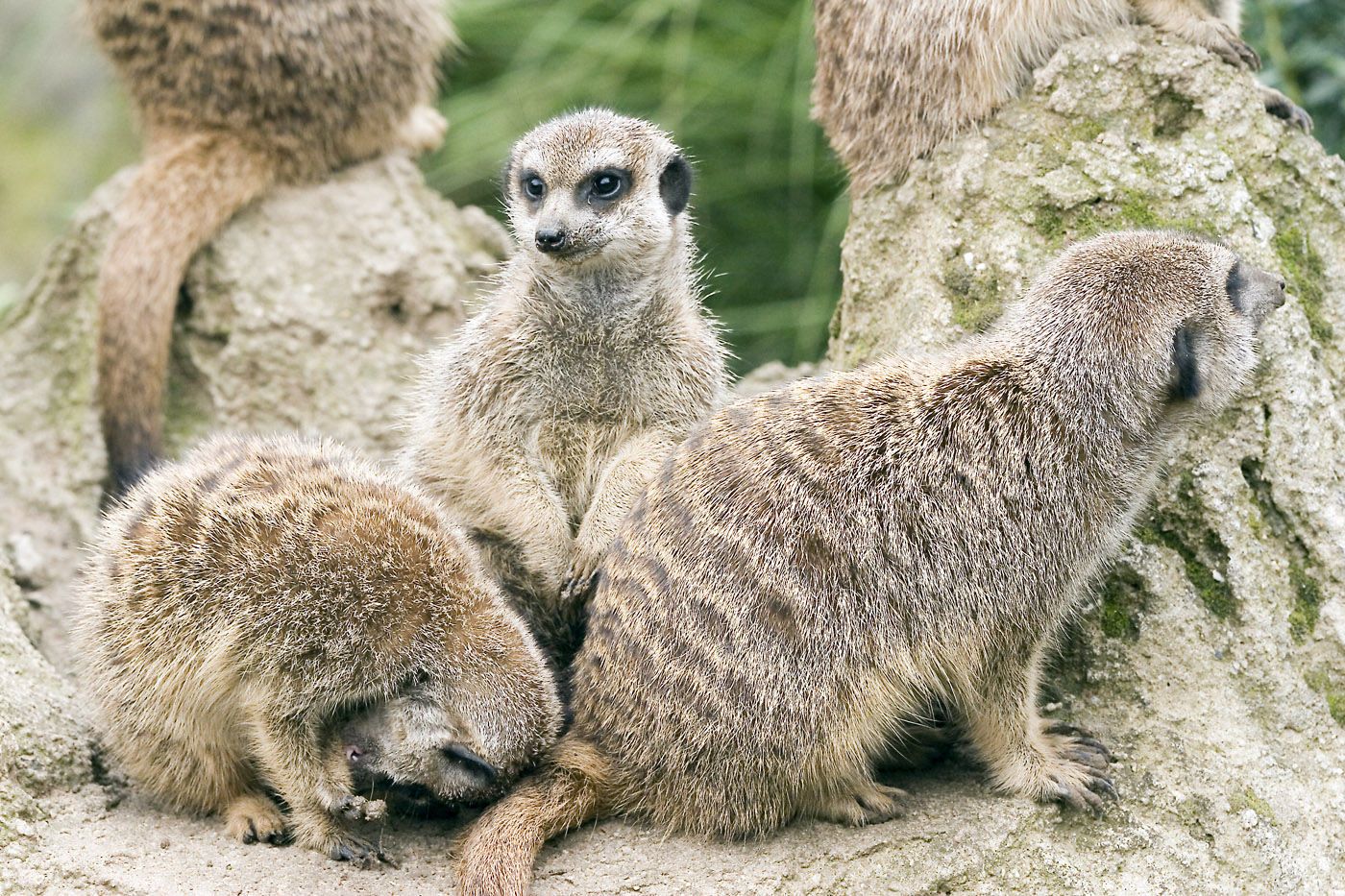
Stokstaartjes
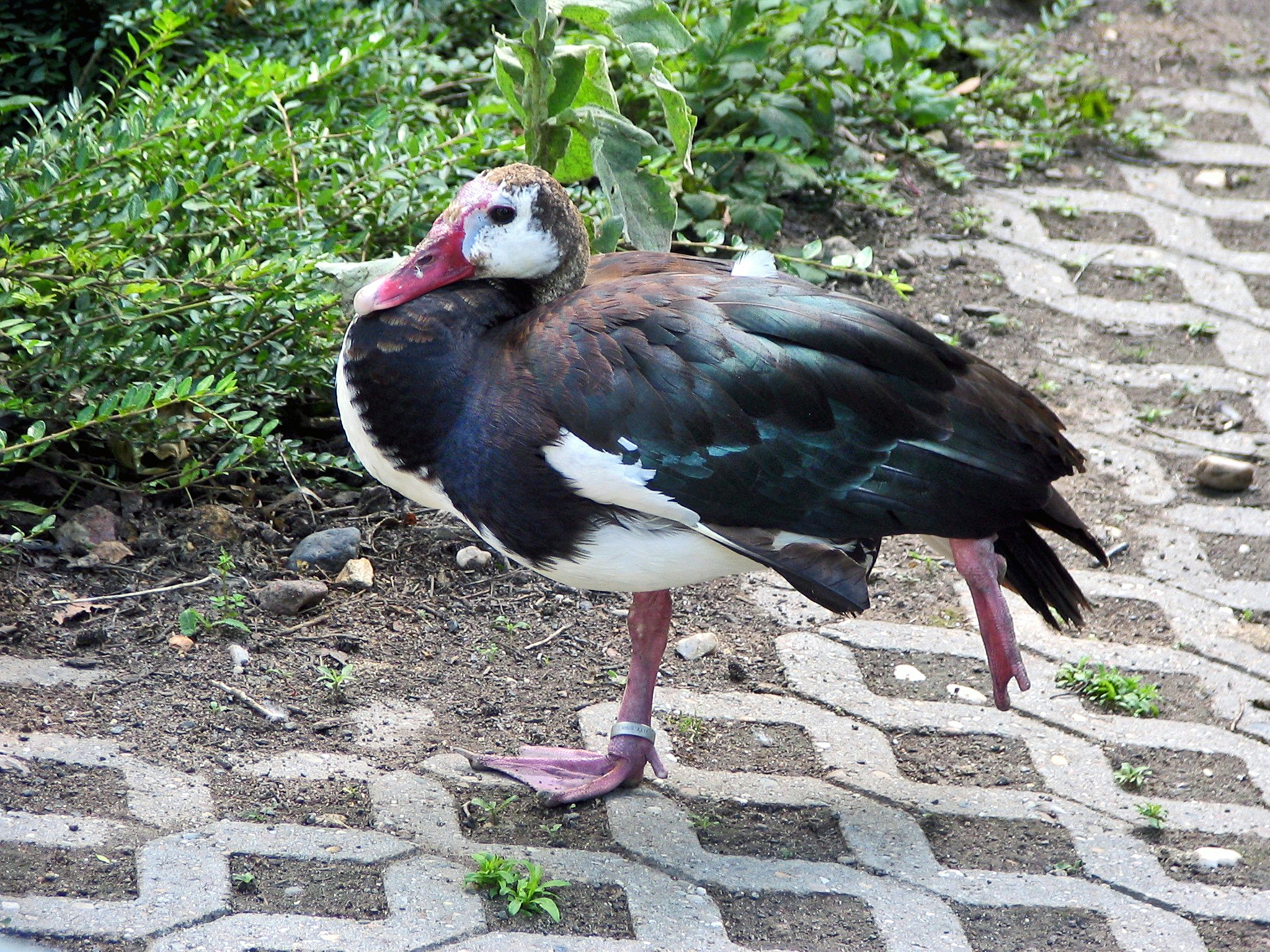
Spoorwiekgans
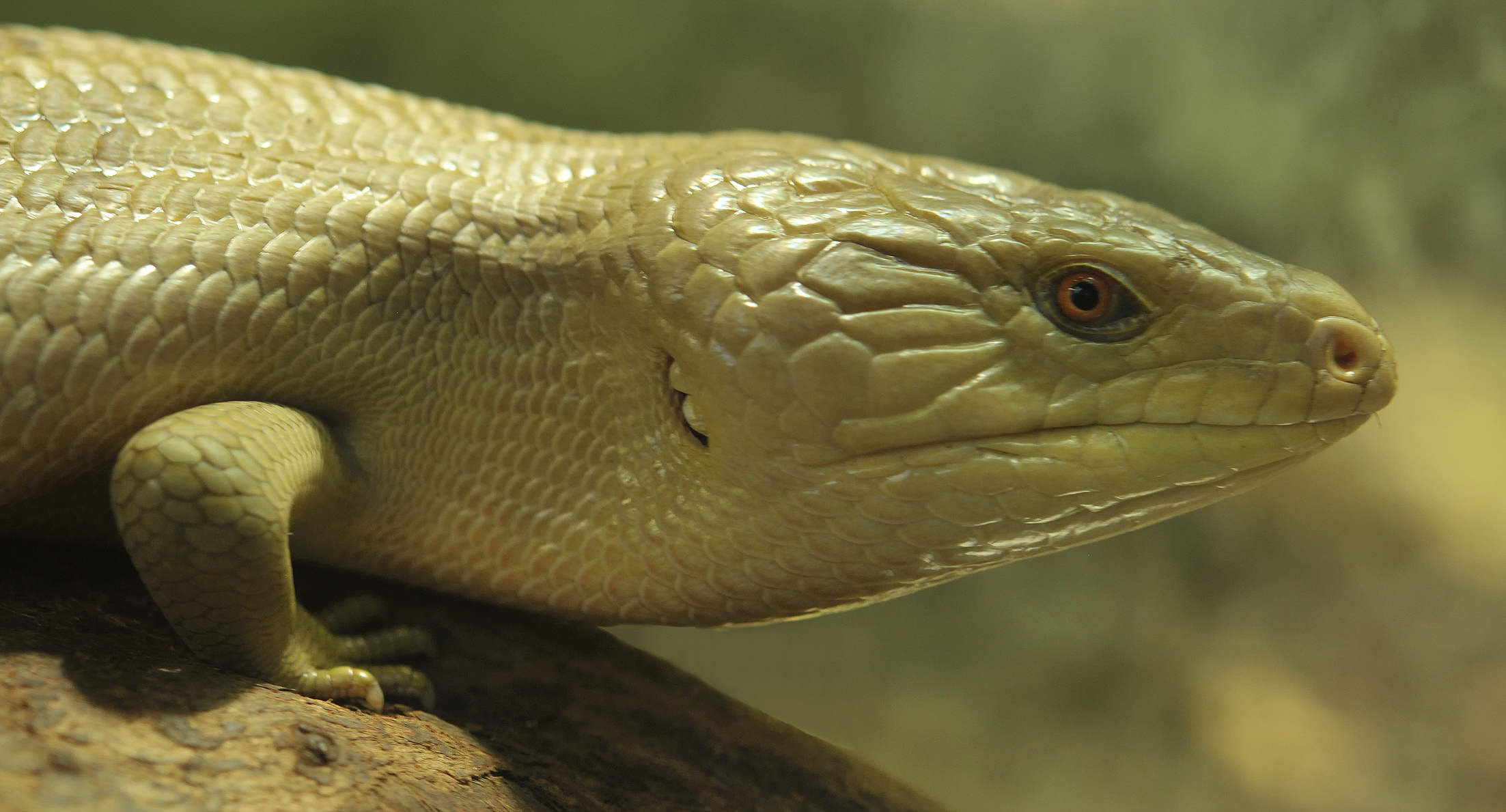
De gewone blauwtongskink in het terrarium
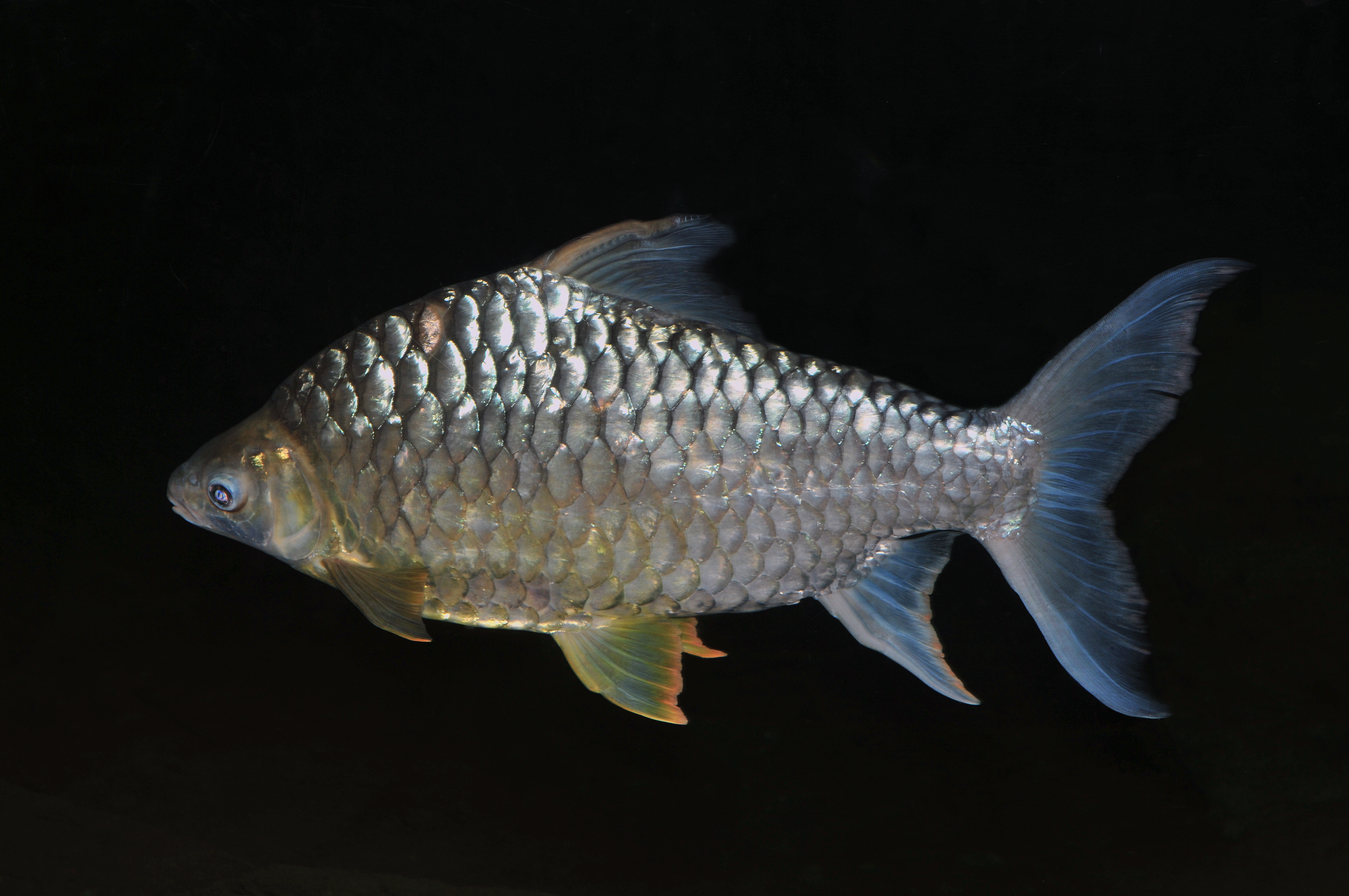
Hypsibarbus pierrei in het aquarium
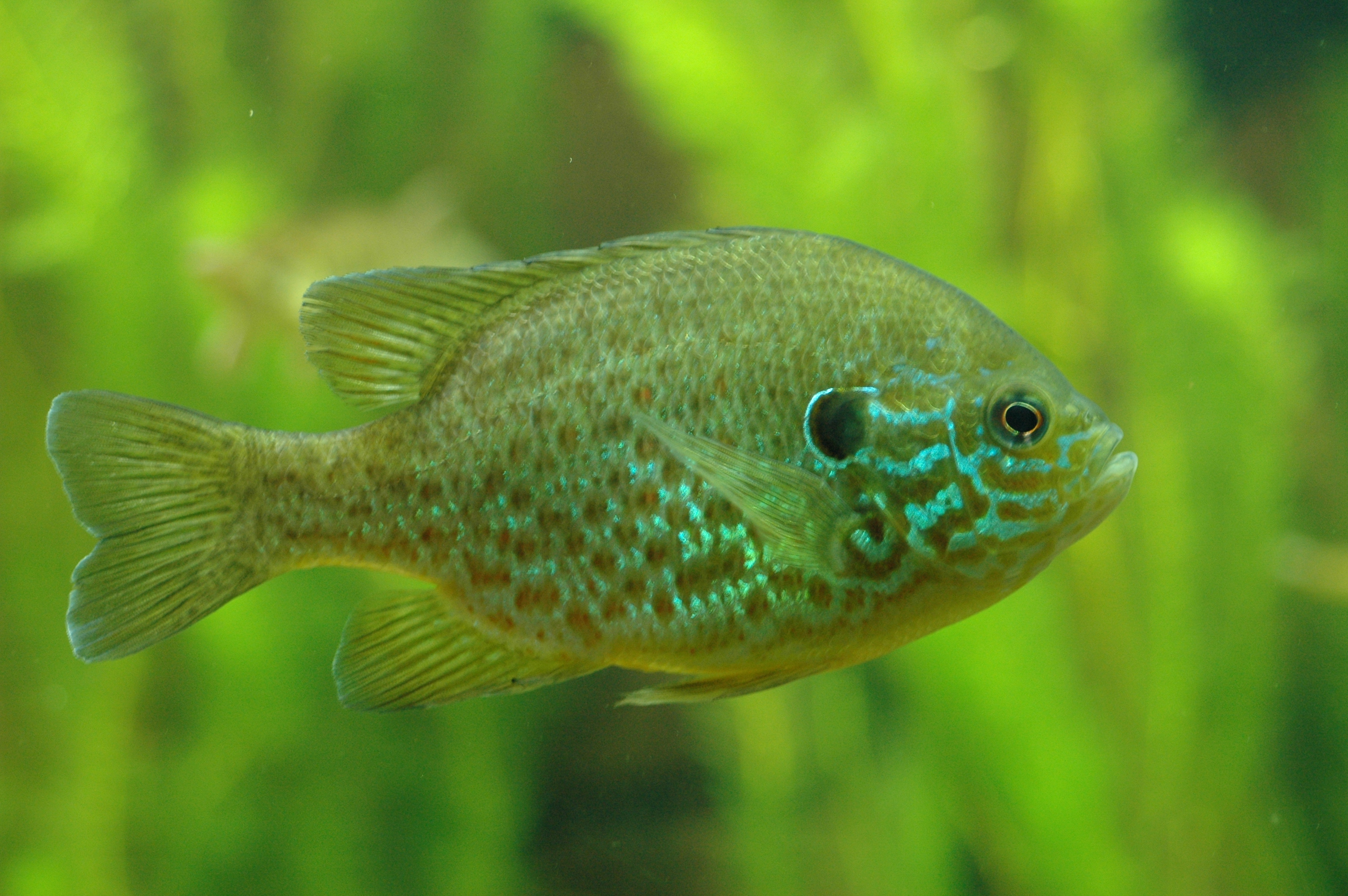
Zonnebaars in het aquarium